# Publio Sulpicio Quirinio (cónsul 12 a. C.)
Publio Sulpicio Quirinio (en latín: Publius Sulpicius Quirinius), a veces llamado también Publio Sulpicio Quirino o Cirenio (en griego Κυρήνιος, c. 51 a. C. - 21) fue un aristócrata del Imperio romano, miembro del Senado y cónsul.

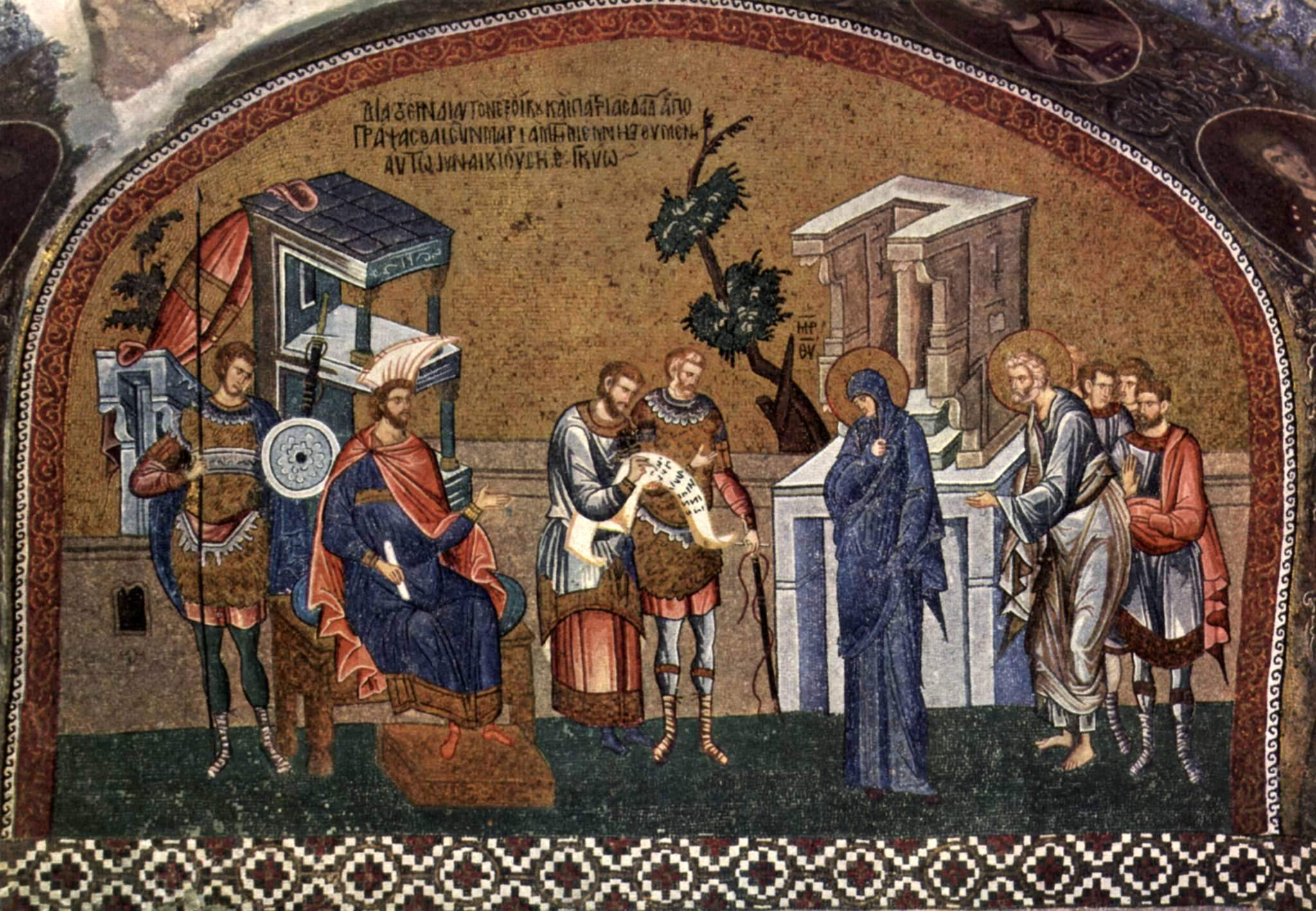
La Virgen y San José registrándose en el censo ante el gobernador Quirinio. Mosaico bizantino. 1315 - 1320. Estambul.

Su periodo como gobernador de Siria es uno de los anclajes cronológicos del nacimiento de Jesús de Nazaret.

## Vida
Nacido en el barrio de Lanuvio, población latina cercana a Roma, de familia nada distinguida, Quirinio recorrió el trayecto de servicio normal de un joven ambicioso de su clase social. Según el historiador romano Floro, Quirinio venció a los marmáridas, tribu de bandoleros del desierto procedente de Cirenaica, posiblemente cuando era gobernador de Creta y Cirene alrededor de 14 a. C., aunque no quiso aceptar el nombre honorífico que ameritaba por esa victoria militar, que habría sido Marmárico. En 12 a. C. fue nombrado cónsul, señal de que gozaba del favor de Augusto.  Unos años más tarde encabezó una campaña contra los homonadenses, tribu sita en la región montañosa de Galacia y Cilicia, alrededor de 5 a. C. o 3 a. C., probablemente como legado de Galacia. Venció reduciendo los bastiones de su enemigo y matando de hambre a sus defensores. Esta victoria le valió un triunfo.
Para el año 1 d. C., Quirinio fue nombrado rector del nieto de Augusto, Gayo César, hasta que el joven murió de heridas que sufrió en campaña. Cuando el apoyo de Augusto pasó a su hijastro Tiberio, Quirinio se pasó al campo de seguidores de este. Casado con Claudia Apia, de quien poco se sabe, se divorció de ella alrededor del año 3 d. C. y casó con Emilia Lépida, hija de Marco Emilio Lépido y hermana de Manio Emilio Lépido, que originalmente había estado comprometida con Lucio César. A los pocos años se divorciaron; en el año 20 d. C., Quirinio la acusó de alegar que era hijo del padre de ella y, más tarde, de intentar envenenarlo durante su matrimonio; Tácito afirma que Emilia gozaba de popularidad ante el pueblo, a cuyos ojos Quirinio la acusaba por despecho.

### El censo de Quirinio
Tras la destitución de Arquelao, hijo de Herodes I el Grande, Quirinio llegó a Siria,  enviado por César Augusto para hacer el censo de los bienes con vistas a establecer el impuesto. Con él fue enviado Coponio, para gobernar a los judíos. Como Judea había sido anexionada a Siria, Quirinio la incluyó en el censo.
El censo tuvo lugar 37 años después de que Octavio derrotó a Antonio en la batalla naval de Accio, el 2 de septiembre (Flavio Josefo), lo que correspondería al año 6 d. C.
La Biblia menciona el censo de Quirinio como referente del nacimiento de Jesús de Nazaret:

Y aconteció en aquellos días que salió un edicto de César Augusto, para que se hiciera un censo de todo el mundo habitado.
Este fue el primer censo que se levantó cuando Cirinio era gobernador de Siria.

Mientras que la cita anterior del Evangelio de Lucas menciona el censo de Quirinio como previo al nacimiento de Jesús, el Evangelio de Mateo afirma que Jesús nació durante el reinado de Herodes I el Grande. La contradicción resulta del hecho de que Herodes I el Grande fallece en el año 4 a. C., o sea, 10 años antes del censo de Quirinio. No se conoce de la existencia de otro censo en el período final del Reinado de Herodes, y el censo de Quirinio es llamado "el primero", por lo que se descartaría otro anterior. Sin embargo, para cuadrar ambos relatos algunos autores cristianos plantean si Quirinio podría haber estado ya antes en Siria, hacia el año 6 a. C., gobernando conjuntamente con Saturnino o con Quintilio Varo, y si podría haber realizado entonces un "primer" censo. Pero en ese entonces Judea no era parte de Siria y no tendría sentido censarla.
Según Flavio Josefo, este censo supuso una revuelta armada, dirigida por Judas el Galileo, natural de Gamala, y el propio Quirinio habría sofocado la revuelta, lo cual habría sido absurdo si aún viviera Herodes el Grande, pues como rey de Judea le habría correspondido sofocar ese levantamiento.

## Trayectoria posterior y muerte
Quirinio ejerció como gobernador de Siria con autoridad nominal sobre Judea hasta 12 d. C., cuando volvió a Roma como allegado de Tiberio. Nueve años más tarde falleció y Tiberio ordenó que se le diera funeral público.